# Denis Simijonovic
Denis Simijonovic (* 24. August 1992) ist ein Schweizer Fussballspieler. 

## Jugend
Simijonovic begann beim FC Bülach mit Fussball. Dort wurde er von Scouts des FC Zürich entdeckt. Jedoch sah man beim Zürcher Verein keine Zukunft für ihn, worauf er zum FC Winterthur in die U-21 Mannschaft wechselte.

## Vereinskarriere
Nach einer Saison in der Jugend vom FCW wurde er zum ersten Mal in die erste Mannschaft berufen, wo er sogleich überzeugen konnte. Nach nur acht Spielen in der Challenge League folgte im Sommer 2011 der Wechsel auf Leihbasis zum Grasshopper Club Zürich. Bald kehrte er zum FC Winterthur zurück, wo er bis 2014 blieb. Daraufhin wechselte Simijonovic zum sechstklassigen FC Schwamendingen.
2014/15 war Simijonovic beim FC United Zürich engagiert. Danach setzte er seine Karriere bei mehreren unterklassigen Vereinen fort. Im Januar 2025 ist er beim FC Kloten aktiv.